# 井田耳鳴介
井田耳鳴介（学名：Otocytherella chingtien）为深海花介科耳鳴介屬下的一个种。